# Jeremispasset
Jeremispasset (armeniska: Երեմիսի լեռնանցք: Jeremisi lernantsk) är ett bergspass i Armenien. Det ligger i provinsen Siunik, i den sydöstra delen av landet, 160 kilometer sydost om huvudstaden Jerevan. Pereval Irimis ligger 2 098 meter över havet.
Terrängen runt Jeremispasset är kuperad västerut, men österut är den bergig. Närmaste större samhälle är Hatsavan, 10,4 kilometer väster om Jeremispasset.
Trakten runt Jeremispasset består i huvudsak av gräsmarker. Runt Jeremispasset är det ganska glesbefolkat, med 42 invånare per kvadratkilometer.